# Larsmo
Larsmo (finska: Luoto) är en kommun, en by i landskapet Österbotten. Kommunens centralort är Holm och kyrkbyn heter Fagernäs. Kommunen är officiellt tvåspråkig men med en kraftig svensk majoritet. Kommunens territorium utgörs av en skärgård bestående av omkring 360 öar, holmar och skär. Strandlinjens längd är cirka 500 km. I Larsmo finns även Larsmosjön som är Finlands största konstgjorda sötvattenbassäng.
Larsmo hade den 31 december 2024 den högsta andelen svenskspråkiga i Finland. 
Kommunen utgör tillsammans med grannkommunen Pedersöre kärnområdet för de finlandssvenska östlaestadianerna, som tros utgöra majoriteten av befolkningen. Detta visar sig bland annat i att kommunen har bland den lägsta alkoholkonsumtionen i landet och det högsta summerade fruktsamhetstalet i hela landet för svenskspråkiga kvinnor (3,4 jämfört med 1,61), samt därför en stadig befolkningsökning och en mycket ung medianålder. Det finns laestadianska bönehus i Risö, Eugmo och Bosund och många år har väckelserörelsens sommarmöten hållits i kommunen.

## Historia
Öriket Larsmo steg för 2000 år sedan upp ur havet. Tack vare landhöjningen består kommunen i dag av över 360 öar. 
Ortnamnet Larsmo återfinns för första gången år 1375 i historiska dokument, då med stavningen "Lamershamby". Då gjorde Bero (Björn) Slukir från denna ort en pilgrimsresa till Vadstena tillsammans med Laurentius Torisson från Karleby och dennes dotter Helena. Helena hade irrat runt i skogen i 10 dagar utan mat, och hennes far hade bett till den Heliga Birgitta. När hon kom hem igen välbehållen gjorde de en vallfärd till Vadstena tillsammans med grannar, däribland nämnde Björn Slukir, som följde med för att vittna.
Kommunen Larsmo grundades år 1867 efter att tidigare ha tillhört Pedersöre socken. En egen församling bildades 1864.
En händelse av världshistorisk betydelse inträffade under en mörk höstnatt den 6 december 1905, när fartyget John Grafton ångade in i Larsmo skärgård med sin last av vapen som var ämnade för frihetskampen i Finland och de revolutionära försöken i Ryssland. Med hjälp av lokalbefolkningen lossade man lasten och forslade bort den. När man på morgonen skulle ge sig iväg gick det inte bättre än att fartyget åkte på grund. Man beslöt att spränga skeppet innan de ryska vakterna skulle finna det. Besättningen flydde till Sverige med segelbåtar och den 8 december sprängdes fartyget i luften. Nyheten om det mystiska fartyget kom att flyga runt jorden och bland annat Times, Berliner Tageblatt och Daily Mail rapporterade om händelsen. Denna händelse brukar ofta räknas som den första insatsen för ett fritt Finland.
Kommunvapen godkändes officiellt år 1952. Det är ritat av Gustaf von Numers och består av en tvåmastad skötbåt i silver avbildad på en blå botten.

### Emigranter
Staden Larsmont(en) i Minnesota, USA grundades av emigranter från Larsmo år 1909. De ville namnge staden Larsmo men det godkändes inte av myndigheterna och i slutändan valdes namnet Larsmont.

### Administrativ historik
1 januari 2002 tillfördes ett område med 3 invånare från Jakobstads stad.

## Geografi
De största öarna heter Prästasholmen/Öja och Hästgrundet och utgör samtidigt de två byarna inom kommunen. Större bydelar är Risöhäll, Holm, Eugmo, Näs och Bosund. Kyrkbyn heter Fagernäs och är belägen på Hästgrundet.
På Prästasholmen/Öja finns industriområdet Gammelhagen, bydelarna Bosund, Näs och Västerby samt sundet Jobbarsundet.
I kommunen finns också bydelen Kackur, öarna Djupörarna, Hälsingön, Orrskär, Stockön, Vikarholmen och Örarna (eller Öuran), halvön Risön av Hästgrundet, sundet Gertrudsströmmen samt fjärden Hästöfjärden.

## Ekonomi och infrastruktur

### Näringsliv
Tidigare var jakt, fiske och jordbruk viktiga näringar, men i och med att jordbruksarealerna i skärgårdskommunen är förhållandevis små får larsmoborna numera sin huvudsakliga inkomst från industri och service. Kommunens näringsliv präglas av den hantverks- och båtbyggartradition som finns i kommunen. Ett intressant besöksmål är fiskhamnen på Öuran.
Kommunen har alltid varit förknippad med båtbyggeri och är så ännu idag, här finns bland annat Baltic Yachts, som är världens främsta tillverkare av högteknologiska segelbåtar i kolfiber, samt Bella Veneet.

### Kommunikationer
Vägar
Larsmo ligger mellan de två städerna Jakobstad i söder och Karleby i norr. Regionalväg 749 (Sju broars väg) drar genom Larsmo och förbinder kommunen med omvärlden.
Bussar
Bussbolaget Haldin & Rose har ett antal linjer som stannar i kommunen.
Järnväg
Det finns ingen järnväg i kommunen så man nyttjar antingen Jakobstad-Pedersöre järnvägsstation eller Karleby järnvägsstation.
Flygplatser
De närmsta flygplatserna är Karleby-Jakobstad flygplats som ligger ca 30 km från Holm och Vasa flygplats som ligger ca 120 km bort.

## Politik

### Mandatfördelning i Larsmo kommun, valen 1964–2021
| 1 | 8 | 8 |

| 8 | 9 |

| 7 | 10 |

| 9 | 12 |

| 9 | 12 |

| 7 | 14 |

| 8 | 13 |

| 7 | 14 |

| 5 | 11 | 5 |

| 7 | 12 | 8 |

| 6 | 12 | 9 |

| 21 | 6 |

| 6 | 12 | 9 |

| 20 | 7 |

| 5 | 11 | 11 |

| 17 | 10 |

| 4 | 10 | 13 |

| 15 | 12 |

| 4 | 9 | 14 |

| 16 | 11 |

### Vänorter
- Klæbu kommun, Norge
- Malå kommun, Sverige

## Demografi

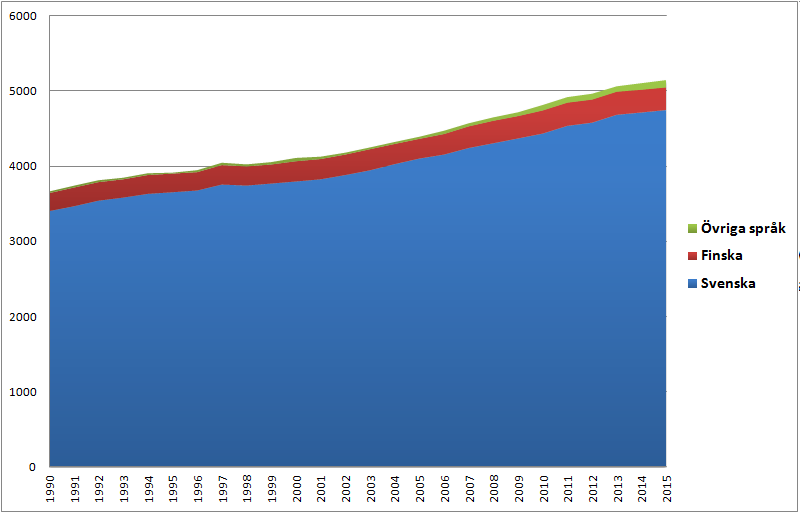
Larsmos befolkning, uppdelad på språktillhörighet, 1990-2015. Källa: Statistikcentralen [http://pxnet2.stat.fi/PXWeb/pxweb/sv/StatFin/StatFin__vrm__vaerak/055_vaerak_tau_124.px/sortedtable/tableViewSorted/?rxid=2c0b4c7a-cb72-49f3-8572-cdbbdaa52e1d

### Befolkningsutveckling
| Befolkningsutvecklingen i Larsmo kommun 1975–2020                                                            | Befolkningsutvecklingen i Larsmo kommun 1975–2020 | Befolkningsutvecklingen i Larsmo kommun 1975–2020 | Befolkningsutvecklingen i Larsmo kommun 1975–2020 | Befolkningsutvecklingen i Larsmo kommun 1975–2020 |
| --- | ------------------------------------------------- | ------------------------------------------------- | ------------------------------------------------- | ------------------------------------------------- |
| |                                                   |                                                   |                                                   |                                                   |
| År |                                                   |                                                   | Folkmängd                                         |                                                   |
| 1975 | 1975                                              |                                                   | 2 714                                             |                                                   |
| 1980 | 1980                                              |                                                   | 3 110                                             |                                                   |
| 1985 | 1985                                              |                                                   | 3 324                                             |                                                   |
| 1990 | 1990                                              |                                                   | 3 664                                             |                                                   |
| 1995 | 1995                                              |                                                   | 3 915                                             |                                                   |
| 2000 | 2000                                              |                                                   | 4 111                                             |                                                   |
| 2005 | 2005                                              |                                                   | 4 393                                             |                                                   |
| 2010 | 2010                                              |                                                   | 4 816                                             |                                                   |
| 2015 | 2015                                              |                                                   | 5 147                                             |                                                   |
| 2020 | 2020                                              |                                                   | 5 534                                             |                                                   |
| Anm: Uppgifterna avser förhållandena den 31 december nämnda år enligt områdesindelningen den 1 januari 2022. |                                                   |                                                   |                                                   |                                                   |

### Religion

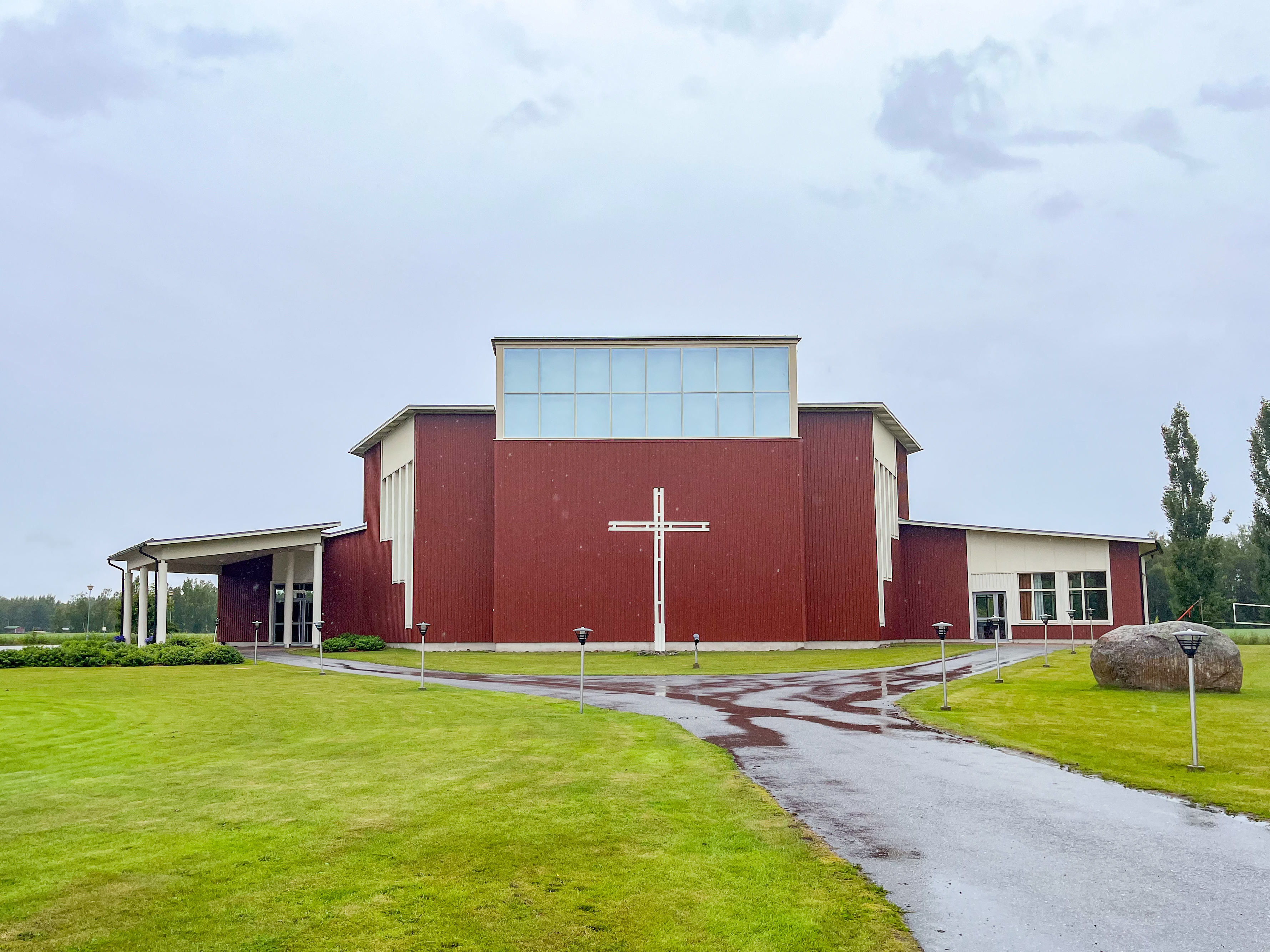
Risöhäll bönehus finns i den södra delen av Larsmo kommun

År 2023 tillhörde 88,1% av befolkningen den evangelisk-lutherska kyrkan. Andra religioner stod för 1,7% av befolkningen. 10,2% av befolkningen var icke-religiösa. Larsmo församling är en del av den evangelisk-lutherska kyrkan. Larsmo församling, liksom bygden kring Karleby och Jakobstad, är en del av ett starkt stödområde för Rauhan Sana-riktningen inom den læstadianska rörelsen (LFF). Det finns tre LFF-bönehus i Larsmo (Risöhäll bönehus, Bosund bönehus och Näs bönehus) där totalt cirka 1.000 personer samlas på söndagar för möten. Det finns också en baptistkyrka i Larsmo.

## Kultur
Varje sommar hålls ett antal evenemang i kommunen. En mindre jazzfestival ordnas, kallad Föusjazz varje år i Stenladugården vid Fagernäs. Man brukar bjuda även kändare jazzmusiker till evenemanget. Under sommaren arrangeras dessutom många evenemang vid Köpmanholmen samt vid Bjärgas hembygdsgård. En fiskmarknad hålls varje sommar i Bosund fiskehamn.
Det finns två museer i kommunen. Den tidigare nämnda Bjärgas hembygdsgård visar hur bysamhället såg ut på 1930-talet samt en butiksinredning från 1950-talet. Bosund båt- och fiskemuseum visar upp äldre båtar, fiskeredskap och jaktutrustning. Museet har samlat in mängder av båtar och fiskeredskap från byn, från olika tidsåldrar.
Utställningen Terra Mare på Köpmanholmen beskriver hur landhöjningen har påverkat kustlandskapet.
De två biblioteken i Holm och i Bosund betjänar kommuninvånarna, därtill finns det tre skolbibliotek, ett i Risö, ett i Näs och ett i Holm.

### Idrott
Föreningen Larsmo IF grundades 1918 och arbetar och verkar för alla former av fysisk fostran i Larsmo kommun och har genom årtionden frambringat många duktiga och framgångsrika idrottare. Idrottsföreningen har aktiva inom både skidåkning och skidskytte samt friidrott. Sammanlagt har föreningen 689 registrerade medlemmar. LIF samarbetar med Jakobstadsföreningarna IF Brahe då det gäller skidåkning samt IF Drott inom friidrotten.
Fotbollsklubben Larsmo bollklubb grundades år 1952 och spelar för närvarande i division 4, där de brukar kriga om topplaceringarna. Ishockeyklubben IF Pucken spelar för närvarande i division 3.
Gång- och cykelbanenätet är asfalterat och väl utbyggt i kommunen och nyttjas flitigt av allehanda motionärer. Vandringsleder av olika längder finns i Eugmo (12,5km), Holm (8 och 13 km) samt i Fagernäs (5 km), Bosund (8 km) och på Öuran (5,7 km).
Vinteridrotten är koncentrerad till Holm. Där finns 5,5 km belysta skidspår samt anläggningar för skidskytte. Ishockeyrinkar finns i Risö, Holm, Näs och Bosund.
Det finns nio allmänna obevakade simstränder med omklädningsrum, wc-utrymmen, livräddningsutrustning mm: Vikarholmen, Assarskär, Fagernäs, Kackur, Sonamo, Köpmanholmen, Annäsgrundet, Svennasminne och Brännbacka.

### Sevärdheter
- Skärgården
- Larsmo kyrka, som blev färdig år 1787, ritades av Jakob Rijf.
- Graftonmonumentet (se S/S John Grafton)
- Köpmanholmen